# 山打根大清真寺
5°50′46.5″N 118°7′44.77″E / 5.846250°N 118.1291028°E
山打根大清真寺是一座位於馬來西亞沙巴山打根的清真寺，面向山打根灣。1985年動工，1989年竣工，1990年7月27日啟用。